# Mijnbouw in Colombia

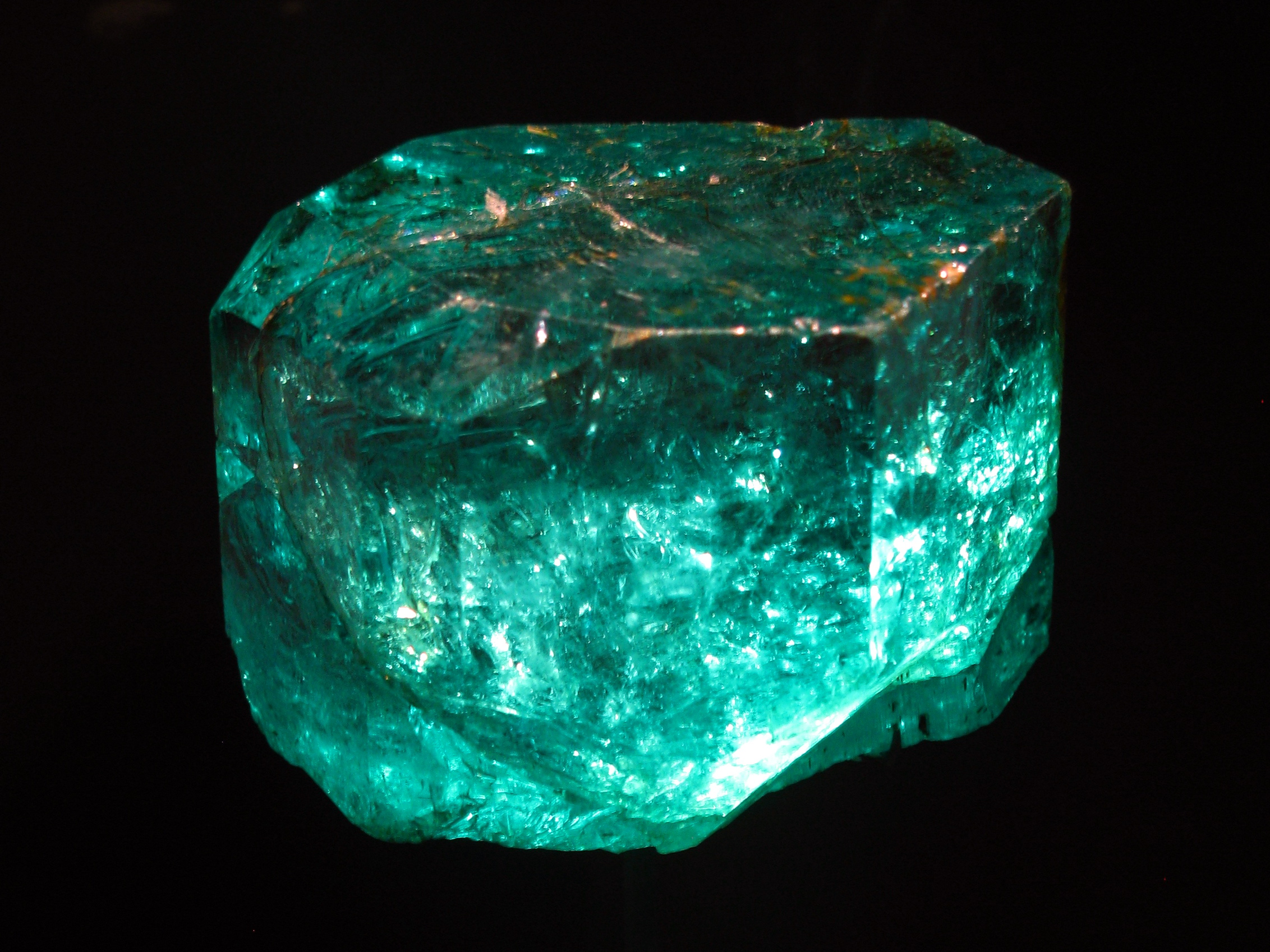
Gachalásmaragd

Mijnbouw in Colombia is van oudsher een van de grootste industrieën van het land. Het land kent de grootste productie van smaragden ter wereld die ook in het land zelf gretig verkocht worden aan toeristen. De Gachalásmaragd is met een gewicht van 858 karaat of 172 gram de grootste ter wereld. Andere bodemschatten zijn koper, zilver, nikkel, goud, tin, cinnaber, zout, gips en steenkool. El Cerrejón is de grootste steenkoolmijn in Zuid-Amerika wat Colombia nummer 10 steenkoolproducent in de wereld maakt. 

## Geschiedenis
De mijnbouw voor smaragden bevindt zich voornamelijk in het departement Boyacá in het midden van het land. Ertsen worden vooral gedolven in Cajamarca, en La Colosa, Piedras, Tolima (goud), Montelíbano, Córdoba (nikkel). In de Llanos Orientales vindt sinds 2010 in de tegen de grens met Venezuela gelegen departementen Guainía en Vichada illegale mijnbouw plaats. In het gebied wonen voornamelijk inheemse volkeren, waar guerrillabewegingen als FARC en ELN gebruik van maken om ze in mijnen op het Guyanaschild te laten werken. In dit gebied bevindt zich vooral het zeldzame coltan en daarnaast goud. Front 16 van de FARC berekent de veelal Braziliaanse kompels 10% van de dagopbrengst.
De mijnbouw, waarvan het aandeel in de economie jaarlijks varieert, vormde, zonder de olie-industrie, tijdens de jaren 1998-2005 3,4-4,9% van het bruto nationaal product van het land.
Door de ligging van de meeste mijnen in klimatologisch natte klimaten en de vele rivieren en kreken in het bergachtige land, vindt er waterverontreiniging plaats. Projecten ter verbetering van de goudwinning zijn in gang gezet om de verontreiniging tegen te gaan.

## Mineralen
Van twee mineralen ligt de typelocatie in Colombia; platina (Pintorivier, San Juan-rivier, Nóvita, Chocó) en parisiet (Chivormijn, Chivor, Guavió-Guatéque-mijndistrict en Cosquezmijn, Muzo, Vasquez-Yacopí mijndistrict, Boyacá.

## Mijnbouwgebieden in Colombia
Colombia kent van oudsher veel mijnbouwgebieden, waar reeds door de inheemse volkeren goud, smaragden en steenkool gewonnen werd. In 2007 publiceerde de Unidad de Planeación Minero Energética (UPME), onderdeel van het Ministerie van Mijnbouw en Energie een lijst van 25 mijnbouwgebieden in Colombia, behorend tot 204 gemeenten van 16 departementen, gelegen in en om de vier grote hooggebergtes van Colombia.
Het grootste deel van de in de wereld gevonden smaragden van edelsteenkwaliteit worden gedolven in het Muzomijngebied.

## Mijnen in Colombia
- El Cerrejón-mijn - steenkool - La Guajira - 5200 miljoen ton
- La Colosa-mijn - goud - Tolima - 24 miljoen ounce aan goud
- Cerro Matoso-mijn - nikkel - Córdoba - 108 ton erts met 0,57%
- Quinchía-mijn - goud  - Risaralda - 6,13 miljoen ounce aan goud